# Brenz (Meklemburgia-Pomorze Przednie)
Brenz – miejscowość i gmina w Niemczech, w kraju związkowym Meklemburgia-Pomorze Przednie, w powiecie Ludwigslust-Parchim, wchodząca w skład Związku Gmin Neustadt-Glewe.